# Goryeo
Goryeo (Hangul: 고려, Hanja: 高麗; McR: Koryŏ; Aussprache: /⁠ko.ɾjʌ⁠/, Mittelkoreanisch: 고ᇢ롕〮) ist der Name eines mittelalterlichen Reichs auf der Koreanischen Halbinsel. Man rechnet die Reichsdauer von 918 bis 1392, auch wenn Korea erst 936 in den Grenzen des alten Silla-Reichs ganz wiedervereinigt war. Von „Goryeo“ leitet sich die in den meisten westlichen Sprachen verwendete Bezeichnung „Korea“ ab.

## Etymologie
Der Name Goryeo (高麗, /⁠ko.ɾjʌ⁠/) ist eine Abkürzung von Goguryeo (高句麗, /⁠ko̞ɡuɾjʌ̹⁠/), einem antiken Königreich in Korea, auf dessen Nachfolge Goryeo sich berief. Goguryeo änderte seinen Namen während der Herrschaft von König Jangsu im 5. Jahrhundert in Goryeo. Weitere Namen sind Guri und Guryeo.
In Japan wurde Goryeo weiterhin bis zum Fall des Reiches als Kōkuri (高句麗, /⁠koːkɯɺi⁠/) und nicht als Kōrai (高麗, /⁠koːɺai⁠/) bezeichnet. Koma (高麗, /⁠koma⁠/) ist ein weiterer Name Goryeos und wird auch für den Kudara-Klan verwendet, da dieser aus Goguryeo stammen soll.

## Geschichte

### Ursprünge
Goryeo erlebte seinen Aufstieg gegen Ende der Periode des „Vereinigten Sillareichs“ (668 bis 935) am Anfang des 10. Jahrhunderts, wobei es sich in der Nachfolge des 668 von Silla unterworfenen Goguryeo sah. Der Niedergang des vereinigten Silla-Reiches war verbunden mit Machtkämpfen um die Vorherrschaft auf der Koreanischen Halbinsel, aus denen das 918 von König Wang Geon (posthum Taejo genannt) begründete, im Norden liegende Goryeo-Reich mit der Hauptstadt Songak, später Kaesŏng genannt, 936 siegreich hervorging.

### Vereinigung Koreas
Der Beginn des Reiches war gekennzeichnet von Verwaltungsreformen nach Tang-Vorbild, die weite Teile des Landes unter seine Kontrolle stellen und die Macht der Feudalherren einschränkten sollten.
Das Königreich Goryeo wurde 939 vom chinesischen Kaiser als Nachfolger des alten Goryeo anerkannt.
Eines der wichtigsten Ziele Goryeos war es die ehemaligen Gebiete von Goguryeo zurückzuerobern, vor allem nachdem die para-mongolischen Kitan im Februar 926 das Königreich Balhae zerstört hatten. Der Großteil der hauptsächlich koreanischen Herrscherschicht und auch weitere Migranten flohen nach Goryeo, wo sie als enge Verwandte und Nachfahren von Goguryeo empfangen wurden. Etwa 10 % der Bevölkerung von Goryeo stammte von diesen Einwanderern ab.
Aufgrund des Abbruchs diplomatischer Beziehungen zu den Kitan bauten die ersten Könige von Goryeo die Befestigungen im Norden aus.
Im November 960 wurde Gaegyeong in Hwangdo umbenannt, was auf den Aufstieg des Königs von Goryeo zu einem Kaiser hindeutete. Die westliche Hauptstadt wurde in Seodo umbenannt.

### Goryeo-Kitan Kriege
993 begann das nördlich benachbarte Liao-Reich (kor. Ryo) der Kitan (kor. Georan) einen jahrzehntelangen Konflikt mit drei Einfällen nach Goryeo. Die erste Invasion war militärisch ergebnislos und der Goryeo Diplomat Seo-Hee erreichte, dass die Kitan das Gebiet südlich des Amnok (chin. Yalü) abtreten im Gegenzug dafür, dass Goryeo Liao Tribut zahlt und jeglichen Kontakt zu den Song abbricht. Seo-Hee argumentierte, dass die Georan Goryeo unrechtsmäßig angegriffen haben und Kaiser Taizong das ehemalige Gebiet Goguryeos besetzte. Die zwei darauffolgenden Invasionen waren ebenfalls erfolglos und in beiden Fällen wurden die Kitan zum Rückzug gezwungen.
Die zweite Invasion begann im November 1010 im Zuge eines Putsches gegen König Mokjong. Der erste Angriff wurde von General Gang Jo abgewehrt und darauf folgend wurde die Festung Heunghwajin belagert, die aber nicht erobert werden konnte. Die Liao Armee plünderte die Hauptstadt Gaegyeong und König Hyeonjong war gezwungen nach Naju zu fliehen, wo er dann am 13. Tag des neuen Jahres ankam. Der Hof kehrte am 21. desselben Monats zurück. Aufgrund mangelnder Vorräte und schlechten Wetters konnte der Liao-Feldzug nicht fortgeführt werden und Liao zog sich zurück. Es wurde kein neuer Frieden ausgehandelt, da Goryeo sich dazu weigerte.
Goryeo stellte 1014 Beziehungen zu Liaos Hauptfeind Song her und in den Jahren 1015, 1016 und 1017 gab es erneute Angriffe von den Kitan auf das Gebiet Goryeos. Heunghwajin wurde zwei Mal ohne Erfolg belagert. Die Kitan errichteten eine Brücke über den Yalu und eine Festung in der Gangdong Region.
Im Dezember 1018 kam es zur dritten Invasion und die Generäle Gang Gam-chan und Gang Min-cheom wurden beauftragt eine Armee von 200.000 Mann zu befehligen. Das 100.000 Mann starke Kitan Heer erreichte Gaegyeong, wurde aber von Gang Min-cheoms gestoppt und traten ihren Rückzug an. Auf diesem wurden sie ständig von den Goryeo Truppen angegriffen und in der Nähe Heunghwajins kam es zur Schlacht in der ein Reiterkontingent von 12.000 Man unter Gang Gam-chan einen Damm öffnete und den Fluchtweg abschnitt. Nur wenige tausend der Angreifer entkamen und es war das letzte Mal in der Liao Goryeo angreifen würde. Nachdem ein Vertrag ausgehandelt wurde, folgten 100 Jahre Frieden, in denen Goryeo kulturelle und handelswirtschaftliche Beziehungen zu den Kitan aufbaute.

### Blütezeit Goryeos
Das 11. und 12. Jahrhundert gelten als das goldene Zeitalter von Goryeo, in der der koreanische Buddhismus eine Wiederauferlebung erlebte und Goryeo Kontakte bis nach Arabien hatte. Es wurden viele buddhistische Tempel und Klöster errichtet und Goryeo wurde für ihr Porzellan und dessen Fertigungsprozess berühmt.
Aufgrund wachsender Unzufriedenheit unter Soldaten und Offizieren kam es im Verlauf des 12. Jahrhunderts zu mehreren Rebellionen von Adelsfamilien und Armeeführern gegen den königlichen Hof. 1170 gelang General Choe Chung-hon ein Staatsstreich und die Etablierung eines 60 Jahre dauernden Militärregimes unter seiner Familie, wobei die Macht des Königs stark eingeschränkt wurde. Die Militärdiktatur wird von einigen Historikern auch als „Choe Shogunat“ bezeichnet, da sie nahezu zeitgleich mit dem Militärregime in Japan, dem Kamakura-Shogunat existiert und Parallelen aufweist.

### Mongoleninvasionen
1231 begannen die Angriffe der Mongolen unter Ugedai Khan. Gegen den Einfall der übermächtigen Mongolen führten die Militärdiktatoren der Choe-Familie einen 37 Jahre langen Abwehrkampf, bis sie von einer Zivilregierung entmachtet wurden. Bis 1238 eroberten die Mongolen die gesamte Koreanische Halbinsel. Das Königshaus, das sich auf die westlich von Seoul gelege Insel Ganghwado zurückgezogen hatte, kapitulierte erst 1259 und führte danach die Herrschaft in Vasallenschaft der Mongolen fort.
Aufgrund der von den Mongolen erzwungenen Waffenhilfe war Goryeo bei beiden mongolischen Versuchen Japan zu annektieren beteiligt. Obwohl diese Versuche letztendlich erfolglos blieben, führten sie in Japan zu politischen Unruhen. Durch das Fehlen einer starken Regierungsmacht dort konnten ab 1350 als Folge die sogenannten Wokou, hauptsächlich japanische Piraten, ihre Aktivitäten in größerem Umfang vor der Küste der Koreanischen Halbinsel ausleben. Die Wokou trugen durch die von ihnen verursachten Probleme erheblich zum Fall der Goryeo-Dynastie bei.
Erst mit dem Niedergang der Yuan-Dynastie in China im 14. Jahrhundert gelang es, 1356 die mongolische Besatzung wieder aufzuheben.
Gegen Ende Goryeos spaltete sich der Hof in zwei Parteien, zum einen die den engen Kontakt zu den Mongolen aufrechterhalten und zum anderen die, die die aufstrebenden Ming als die aufsteigende Macht sahen und stattdessen den Kontakt zu den Yuan abbrechen wollten.
Im Verlauf von inneren Zerwürfnissen und einer geplanten Invasion der Yodong Halbinsel wandte sich der General Yi Seong-gye gegen den König und begründete schließlich 1392 die Joseon-Dynastie.

## Militär

### Leuchtfeuer
Entlang der Gebirgskette der koreanischen Halbinsel wurden seit der Antike Signalfeuer eingesetzt, um Warnungen und Alarme so schnell wie möglich zu übermitteln. Auf Bergspitzen gelegene Signalstationen sendeten tagsüber Rauch- nachtsüber Feuerzeichen um Informationen über weite Distanzen zu vermitteln.

## Politisches System
Goryeo war eine Monarchie mit dem König an der Staatsspitze. Die herrschende Klasse Goryeos bestand aus den ehemaligen Silla-Aristokraten und den Provinzführern, aus deren Reihen die Mitglieder der administrativen Versammlung („Samsong“) und des königlichen Sekretariats („Chungchuwon“) gewählt wurden, die gemeinsam den Obersten Staatsrat bildeten.

## Kultur
Während der Goryeo-Periode entstanden die Chroniken Samguk Sagi und Samguk Yusa, die über die Zeit der drei Reiche berichten, sowie die Tripitaka Koreana, eine Sammlung buddhistischer Schriften. Bei der Eroberung Goryeos durch die Mongolen wurde die Tripitaka Koreana zerstört, später aber wieder neu geschaffen. Ende des 12. Jahrhunderts wurde in Korea der Buchdruck mit beweglichen Lettern erfunden, allerdings, im Gegensatz zum 200 Jahre später von Johannes Gutenberg erfundenen Verfahren, ohne Massendruckmöglichkeit. Ebenfalls der Goryeo-Zeit zugeschrieben wurde die Entwicklung der Koreanische Landschaftsmalerei, die von Südchina kommend zunehmend Einfluss unter den Malern jener Tage gewann.
Eine Mittelschicht gab es in Korea noch nicht. Diese formte sich dort erst während der Joseon-Zeit.